# Oiceoptoma subrufum
Oiceoptoma subrufum es una especie de escarabajo carroñero del género Oiceoptoma, categorizada en la tribu Silphini, de la subfamilia Silphinae. Fue descrita por Lewis en 1888.

## Distribución
Se distribuye por Europa: Rusia (Siberia) y Asia: China, Japón, Corea del Norte y del Sur.